# Лановенко Петро Климентійович
Петро́ Климе́нтійович Ланове́нко (8 (21) травня 1905, Тифліс, нині Тбілісі, Грузія — 14 грудня 1982, Київ, Українська РСР, СРСР) — сільськогосподарський діяч, український письменник, член Спілки письменників України (1974).

## Життєпис
Петро Лановенко народився 1905 року в грузинському Тифлісі. Потім переїхав до України, де в 1926 році закінчив Уманський сільськогосподарський інститут (нині Черкаської області). Член ВКП(б).
Працював агрономом, був начальником відділу Міністерства сільського господарства УРСР. З травня 1948 по листопад 1952 року — заступник міністра сільського господарства Української РСР та начальник Головного управління каучуківництва Міністерства сільського господарства УРСР. Потім був на партійній роботі, з листопада 1952 року працював заступником завідувача відділу сільського господарства ЦК КПУ.

## Творчість
Петро Лановенко писав літературні твори українською та російською мовами. Основна тематика творів письменника — життя українського села за радянської доби. Він автор романів «Цвяхи» (Харків; Київ, 1931), «Превосходная должность» (1959), «Невмирущий хліб» (1966; 1981), «У всякого своя доля» (1970), «Меж крутых берегов» (1982), повісті «Первоцвіт» (1974), збірка оповідань «Краса людська» (1961; усі побачили світ у Києві) тощо. Автор також опублікував низку художньо-публіцистичних нарисів і статей у періодичній пресі.

## Родина
У Петра Лановенка в шлюбі народилися два сини: український правознавець Ігор (1927—2002) та український філософ Олег Лановенко (1945—2008). 

## Нагороди
- два ордени Трудового Червоного Прапора (23.01.1948, 26.02.1958)
- медалі